# Robert T. McLoskey
Robert Thaddeus McLoskey (* 26. Juni 1907 in Monmouth, Illinois; † 2. November 1990 ebenda) war ein US-amerikanischer Politiker. Zwischen 1963 und 1965 vertrat er den Bundesstaat Illinois im US-Repräsentantenhaus.

## Werdegang
Robert McLoskey besuchte die öffentlichen Schulen seiner Heimat. 1924 absolvierte er die Monmouth High School. Danach wurde er im Jahr 1932 Beerdigungsunternehmer. Anschließend arbeitete er zwischen 1935 und 1939 für die Steuerbehörde im Warren County. Von 1940 und 1950 war er für das Gesundheitsministerium von Illinois tätig; außerdem betrieb er eine Farm. Politisch schloss er sich der Republikanischen Partei an. Von 1951 bis 1962 saß er als Abgeordneter im Repräsentantenhaus von Illinois.
Bei den Kongresswahlen des Jahres 1962 wurde McLoskey im 19. Wahlbezirk von Illinois in das US-Repräsentantenhaus in Washington, D.C. gewählt, wo er am 3. Januar 1963 die Nachfolge von Robert B. Chiperfield antrat. Da er im Jahr 1964 nicht bestätigt wurde, konnte er bis zum 3. Januar 1965 nur eine Legislaturperiode im Kongress absolvieren. Diese Zeit war von den Ereignissen der Bürgerrechtsbewegung und des beginnenden Vietnamkrieges geprägt.
Zwischen 1969 und 1972 war McLoskey Vorsitzender der Planungskommission im Warren County. Er starb am 2. November 1990 in seiner Heimatstadt Monmouth.